# ∞のギモン
『∞のギモン』（むげんだいのギモン）は、テレビ東京系列で2005年4月6日から9月28日まで放送されていたバラエティ番組。関ジャニ∞の冠番組である。

## 概要
∞のギモンは、基本的にメインMCである関ジャニ∞が、視聴者に寄せられている知りたい謎や疑問にお応えして調査するバラエティ番組である。

## 出演者
- 関ジャニ∞
  - 横山裕
  - 渋谷すばる（MC）
  - 村上信五
  - 丸山隆平
  - 内博貴
  - 安田章大
  - 錦戸亮
  - 大倉忠義
- 大江麻理子（テレビ東京アナウンサー）

## スタッフ
- ナレーター : 服部潤
- 統括プロデューサー : 川原愼
- 技術協力 : テクノマックス、テレビ東京アート（テレビ東京照明とテレビ東京美術センターが合併）
- 企画協力 : ジャニーズ事務所

## ネット局と放送時間
| 地域           | 放送局                | 系列           | 放送曜日と時間                | 放送日の遅れ |
| -------------- | --------------------- | -------------- | ----------------------------- | ------------ |
| 関東広域圏     | テレビ東京（製作局）  | テレビ東京系列 | 毎週火曜 深夜0時12分〜0時53分 | －           |
| 北海道         | テレビ北海道（TVH）   | テレビ東京系列 | 毎週火曜 深夜0時12分〜0時53分 | －           |
| 中京広域圏     | テレビ愛知（TVA）     | テレビ東京系列 | 毎週火曜 深夜0時12分〜0時53分 | －           |
| 近畿広域圏     | テレビ大阪（TVO）     | テレビ東京系列 | 毎週火曜 深夜0時12分〜0時53分 | －           |
| 岡山県・香川県 | テレビせとうち（TSC） | テレビ東京系列 | 毎週火曜 深夜0時12分〜0時53分 | －           |
| 福岡県         | TVQ九州放送           | テレビ東京系列 | 毎週火曜 深夜0時12分〜0時53分 | －           |
| 石川県         | 北陸放送（MRO）       | TBS系列        | 毎週金曜 深夜0時35分〜1時15分 | 3日遅れ      |
| 滋賀県         | びわ湖放送（BBC）     | 独立UHF局      | 毎週日曜 深夜1時〜1時40分     | 12日遅れ     |
| 和歌山県       | テレビ和歌山（WTV）   | 独立UHF局      | 毎週木曜 深夜2時10分〜2時50分 | 9日遅れ      |